# David Lansana
David Lansana (né le 27 mars 1922 à Baiima, mort exécuté le 19 juin 1975 à Freetown) est un militaire et diplomate sierra-léonais. Il fut chef des armées sierra léonaises à l'indépendance et prit brièvement le pouvoir après un coup d'État, refusant le résultat des élections générales de 1967. 

## Biographie
David Lansana est né à Baiima, une petite ville du district de Kailahun au Nord-Est du Sierra Leone. Il fait ses études secondaires à l'Union College de Bunumbu, toujours dans le district de Kailahun et suit ensuite une formation militaire à l'University Officers' Training Corps de Chester, en Angleterre.  
Engagé comme aspirant dans l'armée Britannique en 1947, il est nommé officier en 1952. Après l'indépendance du pays (1961) il devient, le 1er janvier 1965, commandant en chef des forces armées sierra-léonaises, la Royal Sierra Leone Military Forces
Lors de l'élection en mars 1967 de Siaka Stevens à la tête de l'état, prétextant, d'une part parce que les votes ne reflétaient pas les opinions politiques des sierra-léonais mais les différences tribales et d'autre part parce qu'une majorité ne pouvant se former, que la situation était grave, il décrète la loi martiale et renverse Siaka Stevens tout juste nommé. Peu de temps après, le 24 mars 1967 un second coup d'état conduit par Charles Blake le démet de ses fonctions de chef des forces armées et il est emprisonné. 
Après sa libération, il est nommé, sous le National Reformation Concil, à New York comme diplomate mais le gouvernement sierra-léonais le fait extrader pour raisons judiciaires. Il est condamné en 1968 à cinq ans d'emprisonnement pour exercice illégal de pouvoirs.
Libéré en 1973 il est de nouveau condamné pour trahison dans le cadre de l'affaire M. S. Forna avec quatorze autres personnes et est exécuté à la prison de Freetown, Pademba Road Prisons, le 19 juin 1975.